# Susan Kellermann
Susan Kellermann (* 4. Juli 1944 in den Vereinigten Staaten) ist eine US-amerikanische Theater- und Filmschauspielerin, die am Broadway tätig ist.

## Leben und Karriere
Kellermann wurde am 4. Juli 1944 geboren und war am Theater als Schauspielerin tätig, bevor sie in der Fernsehserie Starsky & Hutch 1975 erste Erfahrungen vor der Kamera sammelte. Später trat sie zahlreichen Spielfilmen auf, wie der Oscarpreisgekrönten Komödie Beetlejuice von Tim Burton oder dem Queen-Latifah-Film Noch einmal Ferien.

## Filmografie (Auswahl)
- 1975: Starsky & Hutch (Fernsehserie)
- 1979–1982: Taxi (Fernsehserie)
- 1980: Ein Himmelhund von einem Schnüffler (Oh! Heavenly Dog)
- 1983: Knight Rider (Fernsehserie)
- 1984: Die Jeffersons (The Jeffersons, Fernsehserie)
- 1984: Polizeirevier Hill Street (Hill Street Blues, Fernsehserie)
- 1985: Cagney & Lacey (Fernsehserie)
- 1986: L.A. Law – Staranwälte, Tricks, Prozesse (L.A. Law, Fernsehserie)
- 1987: Das Geheimnis meines Erfolges (The Secret of my Succe$s)
- 1987: Ein Ticket für Zwei (Planes, Trains & Automobiles)
- 1988: Beetlejuice
- 1988: Elvira – Herrscherin der Dunkelheit (Elvira: Mistress of the Dark, Fernsehserie)
- 1990: Doctor Doctor (Fernsehserie)
- 1991: Die blonde Versuchung (The Marrying Man)
- 1992: Der Tod steht ihr gut (Death Becomes Her)
- 1992: Mord ist ihr Hobby (Murder, She Wrote, Fernsehserie)
- 1993: 4 himmlische Freunde (Heart and Souls, Fernsehserie)
- 1997: Im Auftrag des Teufels (The Devil’s Advocate)
- 2000: Law & Order (Fernsehserie)
- 2003: Law & Order: Special Victims Unit (Fernsehserie)
- 2004: Monk (Fernsehserie)
- 2006: Noch einmal Ferien (Last Holiday)